# Bolchoï Khalouï
Bolchoï Khalouï (en russe : Большой Халуй) est un hameau russe situé dans le raïon de Kargopol dans le sud-ouest de l'oblast d'Arkhangelsk. Il fait partie du Nord russe,et sa population s'élevait à seulement 13 habitants en 2012.

## Géographie
Bolchoï Khalouï est situé dans le coin sud-ouest de l'oblast d'Arkhangelsk, en Russie européenne. La localité se trouve dans le sud du raïon de Kargopol, un des vingt-deux raïons de l'oblast, qui a comme chef-lieu la ville de Kargopol, à 43 kilomètres au sud-sud-est du hameau. Bolchoï Khalouï, comme tout l'oblast d'Arkhangelsk , est situé dans le fuseau horaire MSK (heure de Moscou). Le décalage horaire appliqué par rapport au temps universel coordonné est +03:00 .
Jusqu'à la dissolution des municipalités du raïon en 2020, le hameau faisait partie de la municipalité « Ochevenskoïe ».

## Démographie
Recensements (*) ou estimations de la population,,:
|       | \| 2002* \| 2010* \| 2012 \| - \| \| ----- \| ----- \| ---- \| - \| \| 29 \| 14 \| 13 \| - \| |      |   |
| 2002* | 2010*                                                                                         | 2012 | - |
| 29    | 14                                                                                            | 13   | - |

## Culture locale et patrimoine

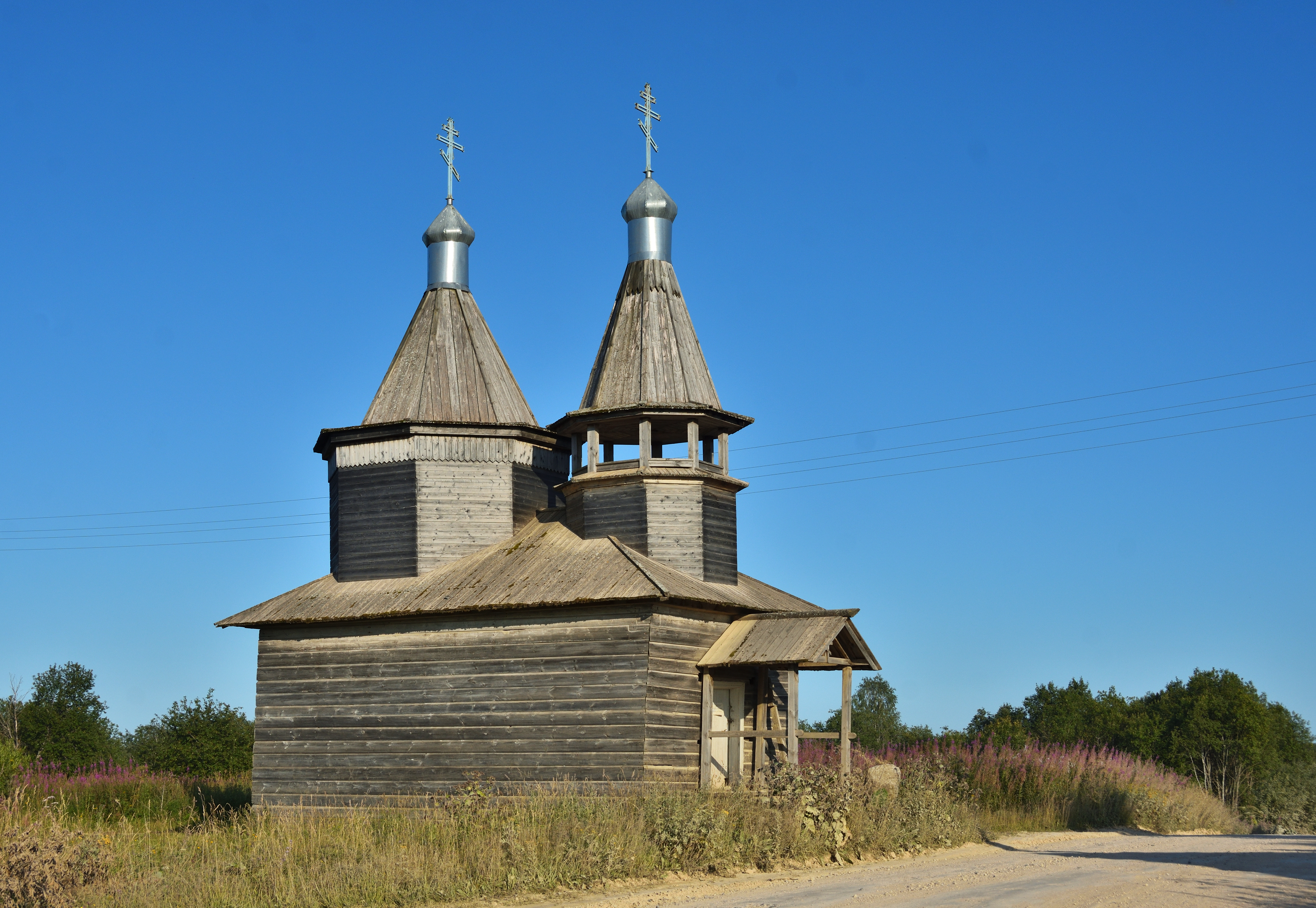
La chapelle du Prophète Élie.

La chapelle du Prophète Élie se trouve dans le village, classé en tant qu'objet patrimonial culturel de Russie d'importance régionale, se situe dans le village.